# Diecéze Awgu
Diecéze Awgu je římskokatolická diecéze nacházející se v Nigérii.

## Území
Zahrnuje území Awgu, Agbogugu, Inyi, Ndeabor, Nnenwe, Oji rivers a Owelli ve státu Enugu.
Biskupským sídlem je město Awgu, kde se nachází hlavní chrám, katedrála svatého archanděla Michaela.

## Historie
Diecéze byla zřízena 8. července 2005 bulou Evangelica sollertia papeže Benedikta XVI. z části území diecéze Enugu.

## Seznam biskupů
- John Ifeanyichukwu Okoye (od 2005)